# Udmurcka Autonomiczna Socjalistyczna Republika Radziecka
Udmurcka Autonomiczna Socjalistyczna Republika Radziecka, Udmurcka ASRR (udm. Удмурт Автономной Советской Социалистической Республика, ros. Удмуртская Автономная Советская Социалистическая Республика) – republika autonomiczna w Związku Radzieckim, wchodząca w skład Rosyjskiej Federacyjnej Socjalistycznej Republiki Radzieckiej.
Autonomia Udmurtów w ZSRR została utworzona w 1920 r. i był nią Wotiacki Obwód Autonomiczny, przemianowany w 1932 na Udmurcki Obwód Autonomiczny. Tworzenie autonomicznych jednostek terytorialnych dla mniejszości narodowych było częścią polityki tzw. korienizacji, tj. przyznawania autonomii mniejszościom narodowym zamieszkującym obszary dawnego Imperium, poprzednio dyskryminowanym i rusyfikowanym przez carat. 28 grudnia 1934 r. zakres autonomii został poszerzony i utworzono Udmurcką ASRR. Istniała ona do 20 września 1990 r., kiedy  została zlikwidowana na fali zmian związanych z rozpadem ZSRR. Jej kontynuacją jest autonomiczna rosyjska republika Udmurcja.
 Informacje nt. położenia, gospodarki, historii, ludności itd. Udmurckiej Autonomicznej Socjalistycznej Republiki Radzieckiej znajdują się w: artykule poświęconym Republice Udmurcji, jak obecnie nazywa się ta rosyjska jednostka polityczno-administracyjna.